# Astor americà
L'astor americà (Astur atricapillus; syn: Accipiter atricapillus) és una espècie d'ocell de la família dels accipítrids (Accipitridae) conegut en anglès com "American Goshawk" (astor americà).

## Hàbitat i distribució
Habita el boscos de les regions temperades d'Amèrica del Nord.

## Taxonomia
És una espècie de recent creació. Les seues tres subespècies eren adés incloses a Accipiter gentilis, però han estat separades dins una espècie diferent arran treballs com ara Geraldes et al. 2019.
Tradicionalment aquest tàxon estava classificat dins el gènere Accipiter. Tanmateix, estudis filogenètics moleculars van trobar que aquest gènere era polifilètic i es va proposar reordenar les seves espècies en 5 gèneres monofilètics. En base a aquests estudis, el Congrés Ornitològic Internacional, en la seva llista mundial d'ocells (versió 14.2, 2024) transferí aquesta espècie al gènere Astur, que fou recuperat per a tal fí.
Segons el Handook of the Birds of the World i la quarta versió de la BirdLife International Checklist of the birds of the world (Desembre 2019), aquest tàxon apareix classificat com a subespècie de le l'astor comú, dins del gènere Accipiter.